# مقاطعة سامان
مقاطعة سامان (بالفارسية: شهرستان سامان) هي إحدى مقاطعات محافظة تشهار محال وبختیاري في إيران. كان عدد سكان المقاطعة سنة 2016 حوالي 34,626 نسمة.

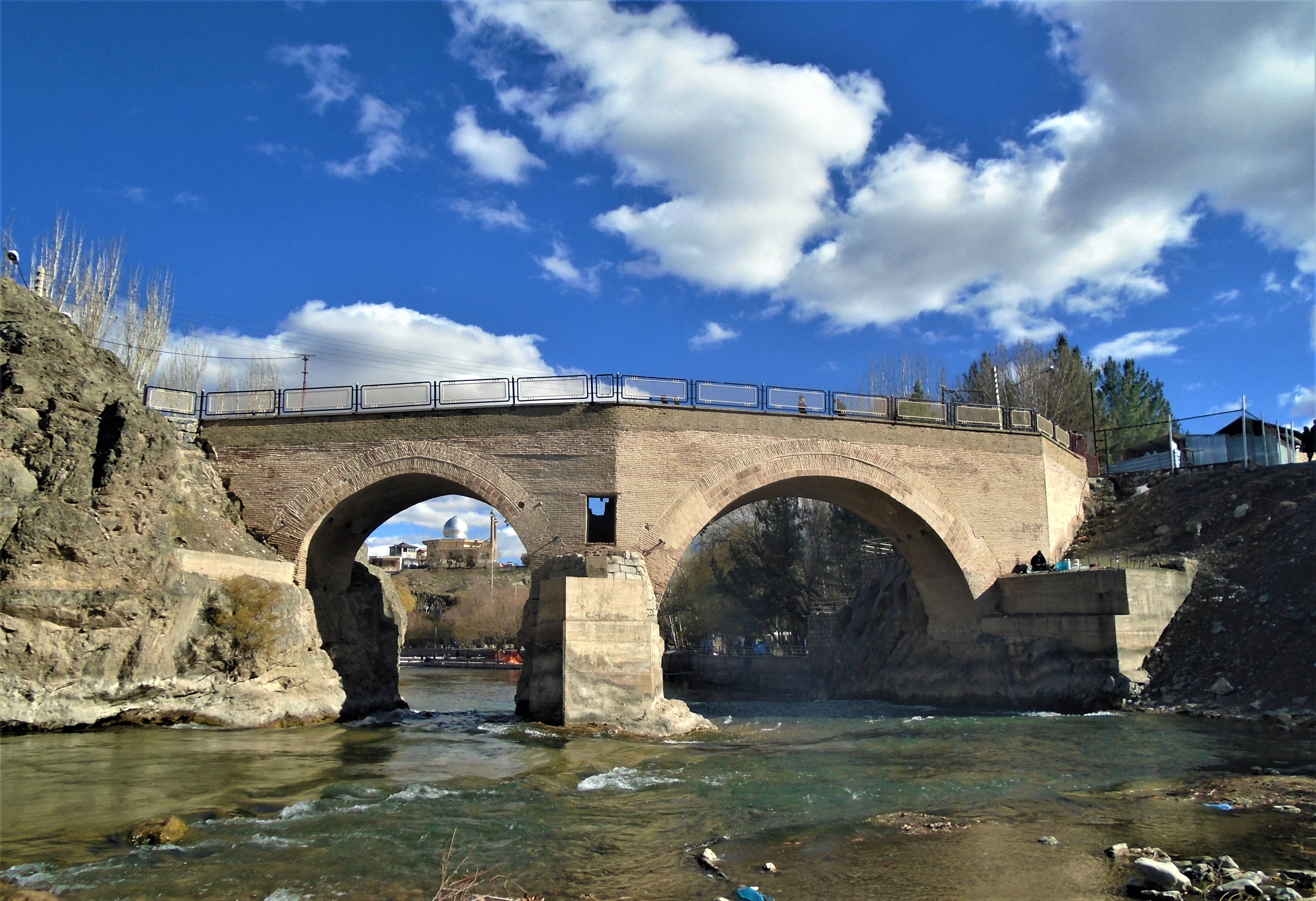
جسر زمان‌ خان